# Flap Gurney

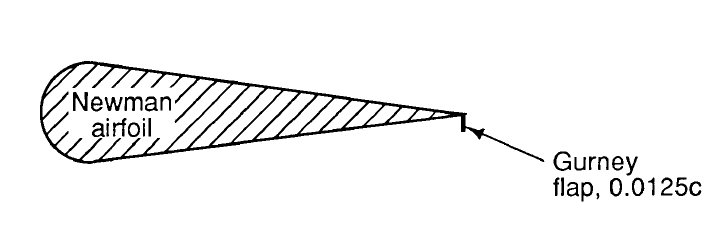
La pequeña pestaña de la parte baja y a la derecha se un flap Gurney montado en un perfil Newman.
La cifra 0,0125C indica 1,25% de la cuerda del perfil.

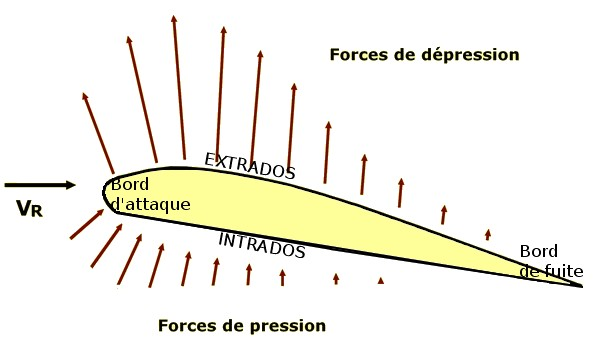
Sección de un perfil de ala. Extradós (succión), intradós (presión), borde de ataque y borde de salida.

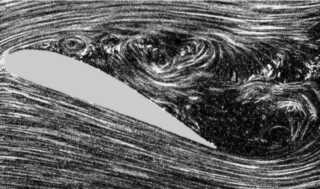
Separación del flujo y turbulencia con ángulo de ataque elevado.

El flap Gurney o flap de Gurney es un flap fijo inventado y experimentado con éxito en las carreras automovilísticas por el piloto y constructor Dan Gurney.
Físicamente consiste en una pequeña pestaña dispuesta en la arista de salida de un perfil aerodinámico. Este apéndice se monta en el intradós del ala, formando un ángulo de unos 90 grados. Las dimensiones del flap son del orden del 1% al 2% de la cuerda.
El dispositivo descrito funciona incrementando la presión en el intradós, rebajando la presión en el extradós y mejorando el flujo de la capa límite (manteniéndolo “enganchado” hasta el borde de salida, por todo el extradós del perfil aerodinámico).
Las aplicaciones típicas están documentadas en automóviles de competición, estabilizadores horizontales y verticales de helicópteros y aviones en los cuales un sostén muy alto sea esencial (por ejemplo, en avionetas publicitarias que remolcan anuncios).

## Historia

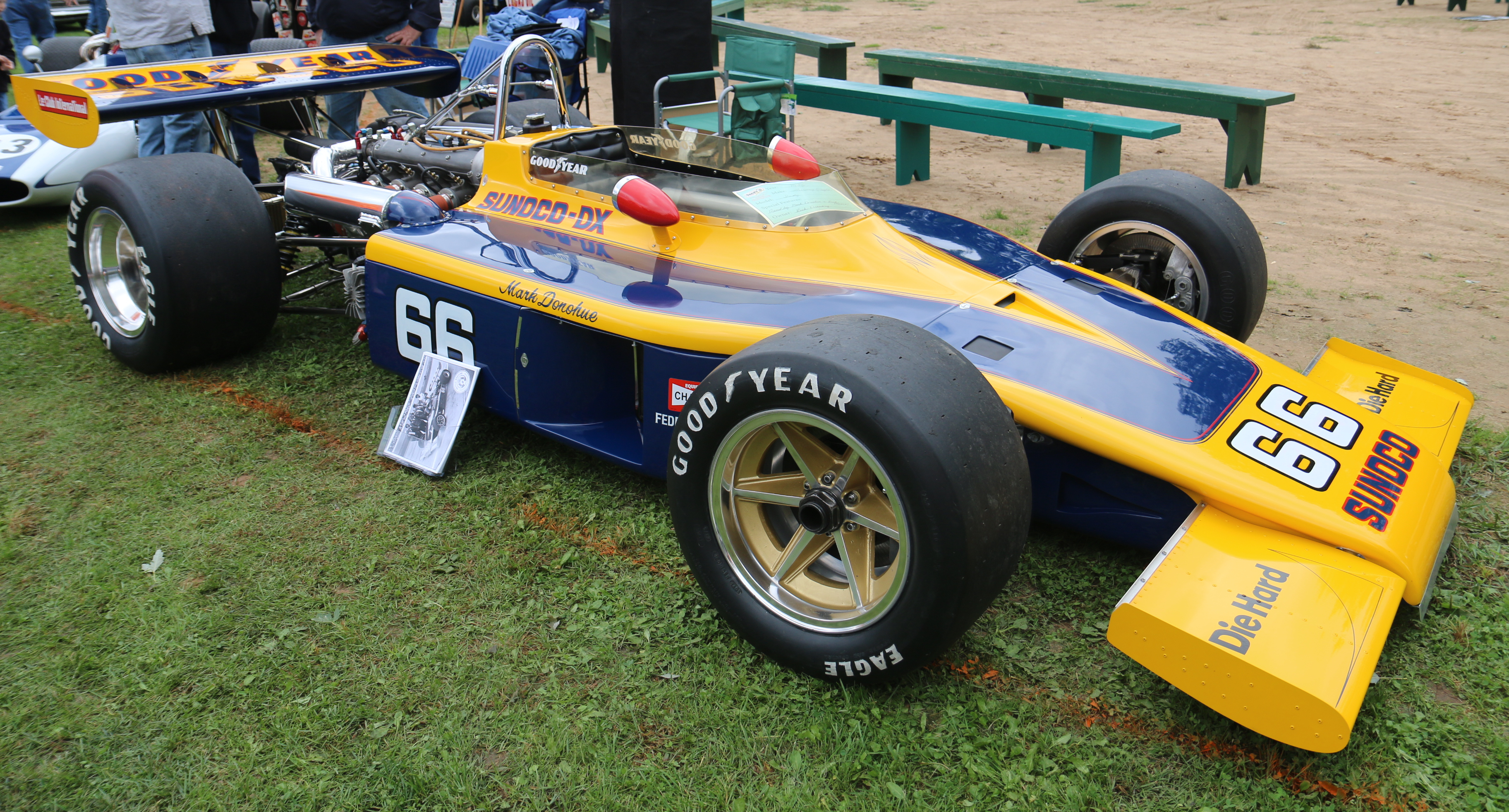
Monoplaza IndyCar Gurney-Eagle de 1972. Los alerones delanteros y posterior llevan flaps Gurney.

El año 1971 había una sesión de pruebas al circuido de Phoenix (Arizona). Se trataba de un automóvil monoplaza de la escudería AAR (All American Racers). Su propietario era Dan Gurney y el piloto Bobby Unser. Las cosas no iban bien. El coche era lento y todo el mundo era consciente. 
El tercero y último día de las pruebas programadas, el piloto Bobby Unser pidió una solución a Dan Gurney y este propuso la pequeña modificación que lleva su nombre: el flap Gurney. En menos de una hora un perfil en L de aluminio fue fijado al  borde de salida de la aleró (casi en posición horizontal) del monoplaza.
Un golpe el coche en pista los tiempos eran decepcionantes y todo el mundo estaba convencido del fracaso del nuevo invento. Al volver el piloto a boxes, Bobby Unser habló discretamente con Dan Gurney y le anunció que el nuevo flap era sensacional. La parte posterior se agarraba tanto a la pista que el coche se había vuelto subvirador. Esta era la causa de los tiempos mediocres. El único que hacía falta era equilibrar el monoplaza añadiendo carga aerodinámica a la parte delantera.

## Antecedentes

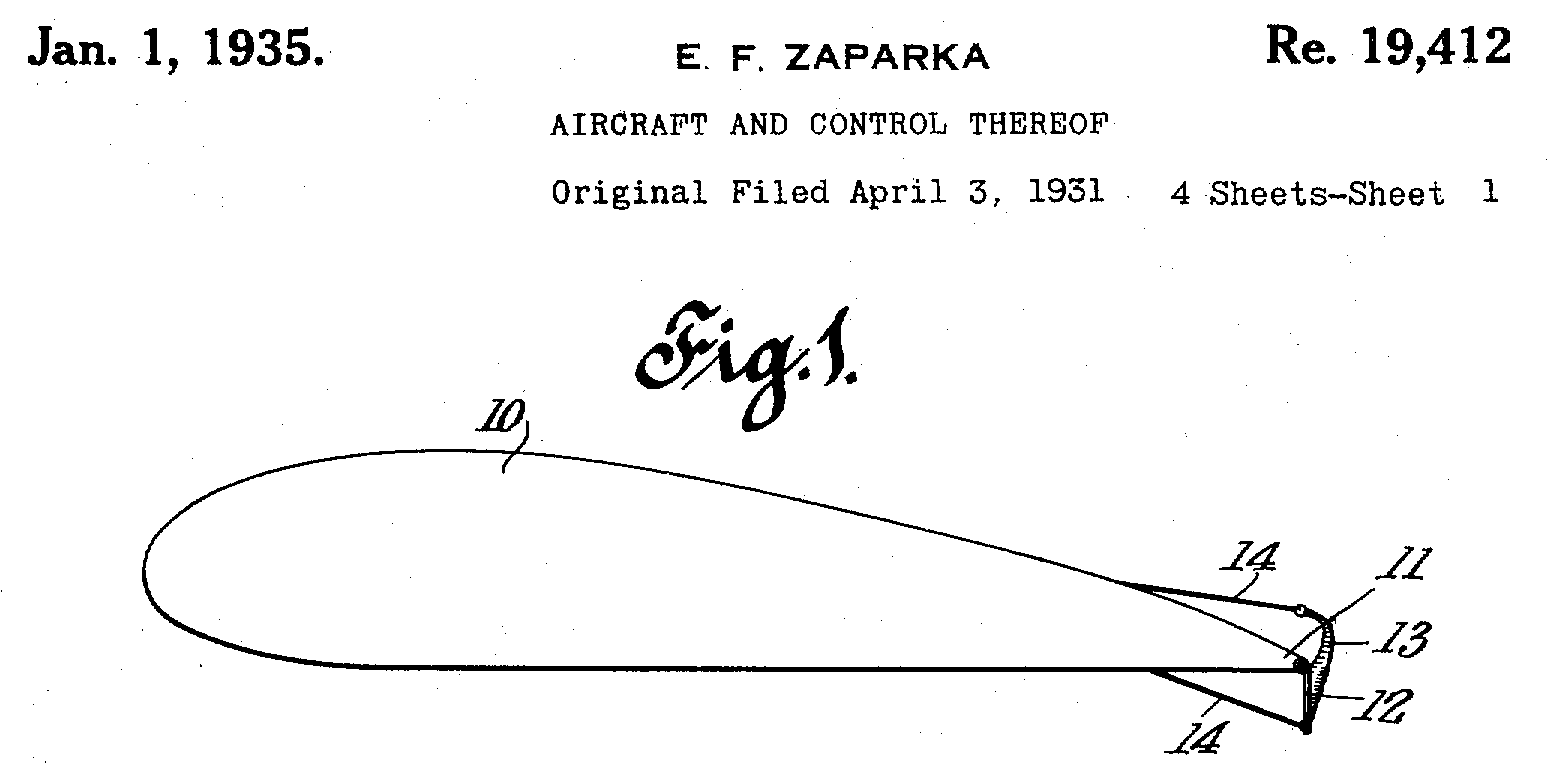
Esquema de la patente de E.F. Zaparka. 1935.

El año 1935 fue concedida una patente para un flap muy parecido al flap Gurney.
El año 1932, en Alemania, Eugen Gruschwitz y Oskar Schrenk publicaron los resultados de añadir varios flaps en el  borde de salida de un perfil aerodinámico. De manera similar a un flap Gurney u otras variaciones.

### Soluciones inspiradoras
Desde los años 60 del siglo XX, como mínimo, algunos automóviles de competición equipaban una pestaña posterior que mejoraba el comportamiento aerodinámico a altas velocidades. (Veáis galería más abajo).
Aparentemente, Dan Gurney se inspiró en este tipo de flaps posteriores que recuerdan, vagamente, su solución.

## Funcionamiento

### Introducción previa
Una ala de un avión produce una fuerza de Sustentación (cuando el avión se desplaza a una cierta velocidad). Un alerón de un automóvil se monta en posición invertida de forma que produzca una fuerza vertical y hacia abajo: un sostén negativo (para aumentar la adherencia cuando el coche se desplaza a una cierta velocidad).
En ambos casos anteriores, los efectos positivos tienen la contrapartida de una fuerza de arrastre que absorbe potencia.
A efectos prácticos, para un perfil de ala dado hay una relación entre el coeficiente de sostén y el ángulo de trabajo del perfil (ángulo de incidencia). El sostén obtenido es directamente proporcional al coeficiente de sostén. 
- La fuerza de arrastre y el coeficiente de arrastre a un cierto ángulo pueden ser analizadas con un razonamiento similar.

En la práctica, un golpe escogido un perfil determinado, se trata de optimizar el ángulo de trabajo para obtener un sostén adecuado con una fuerza de arrastre mínima. La decisión se basa en medidas experimentales previas, en cálculos teóricos, en pruebas en túneles de viento y en pruebas sobre coches reales.

### Mecanismo del fenómeno

Animación mostrando una estrella de von Kármánn provocada por un objeto cilíndrico.

Comparando el flujo alrededor de dos perfiles aerodinámicos idénticos, uno sin flap Gurney y el otro con un flap Gurney, varios estudios han demostrado que se produce el fenómeno siguiente:
- un flap Gurney provoca un vórtice aguas arriba del perfil y un retardo del flujo
- un flap Gurney provoca dos vórtices aguas abajo del flap; vórtice que giran en sentido contrario y que crean una estrella de von Kármánn; en conjunto provocan un incremento del área de succión del extradós del perfil (comparado con un perfil sin flap Gurney).
- los efectos aguas arriba y aguas abajo del flap provocan un aumento de la circulación del perfil.[10][11]

### Efectos de un flap Gurney
Desde un punto de vista científico y práctico, los efectos son los siguientes:
- un flap Gurney aumenta el coeficiente de sostén máximo
- disminuye el ángulo de ataque para un sostén cero (alfa cero)
- aumenta el momento de capcineig (que empuja el morro hacia tierra en el caso de un avión; en un automóvil tiende a levantar el morro); efecto equivalente al que provocaría un aumento de la curvatura del perfil de ala[12]
- aumenta (en general) el coeficiente de arrastre, especialmente a ángulos de trabajo pequeños
  - en perfiles gruesos, puede provocar reducción del coeficiente de arrastre

Conclusiones: Un dimensionat correcto de un flap Gurney puede mejorar la relación L/D.

#### Automóviles de competición
En condiciones determinadas, añadir un flap Gurney a un alerón (sin variar el ángulo de trabajo) permite incrementar la fuerza de sostén negativo de forma importante
(por ejemplo un 30%) mientras que la fuerza de arrastre aumenta en una proporción menor (por ejemplo un 10%) (NOTA: Los valores indicados del 30% y 10%, respectivamente, son meramente ilustrativos).

## Uso en helicópteros
Muchos de los helicópteros actuales disponen de flaps Gurney en los estabilizadores horizontales del empuje de cola. Estos elementos aerodinámicos son fijas y tienen que trabajar en un rango de ángulos de ataque muy grande. Por ejemplo, desde los -25 grados en una ascensión rápida hasta los +15 grados del autorrotación. Los flaps Gurney mejoran la respuesta del helicóptero con el pequeño inconveniente de aumentar ligeramente la fuerza de arrastre de la nave y su consumo.

## Aerogeneradores
La producción de energía eólica mediante generadores de eje horizontal ha sido objete de muchas investigaciones teóricas y prácticas. Uno de los elementos de control del flujo evaluados es lo flap Gurney. La referencia adjunta muestra datos interesantes e imágenes referentes al flap Gurney.

## Documentación
Hay numerosos estudios referentes al flap Gurney. De forma exclusiva o incluidos en documentos de carácter general.